# Mehmet Nadir Ünal
Mehmet Nadir Ünal (* 13. Januar 1993 in Adana) ist ein türkischer Boxer und ehemaliger Kickboxer. Als Boxer war er Teilnehmer der Olympischen Sommerspiele 2016 in Rio de Janeiro.

## Amateurkarriere
Mehmet Nadir Ünal begann seine Kampfsportkarriere als Kickboxer, wo er unter anderem eine Bronzemedaille bei der WAKO-Europameisterschaft 2012 (Disziplin K-1 bis 81 kg) in Ankara gewann.
Ab 2014 konzentrierte er sich auf den Boxsport, war Viertelfinalist der EU-Meisterschaften 2014 und startete bei der europäischen Olympiaqualifikation im April 2016. Dort besiegte er den Georgier Nikolos Sechniaschwili, den Bosnier Džemal Bošnjak und den Aserbaidschaner Teymur Məmmədov, verlor im Halbfinale gegen den Niederländer Peter Müllenberg, schlug aber beim Kampf um Platz 3 den Ukrainer Oleksandr Chyschnjak. Bei den Olympischen Spielen 2016 in Rio de Janeiro kam er kampflos gegen den Marokkaner Hassan Saada ins Achtelfinale, wo er gegen den Kubaner Julio César La Cruz ausschied.
2016 bestritt er zudem zwei Kämpfe für das Team Türkiye Conquerors in der World Series of Boxing (WSB). Dabei verlor er gegen Julio César La Cruz und gewann gegen Zhang Yawei.

## Profikarriere
Am 23. Juli 2021 gewann er sein Box-Profidebüt in Mexiko.